# Сантарем (округ)
Округ Сантарем (порт. Distrito de Santarém) је један од 18 округа Португалије, смештен у њеном средишњем делу. Седиште округа је истоимени град Сантарем, а важан је и град Томар.
На северозападу округа се налази и градић Фатима, најважније место римокатоличког ходочашћа у Португалији.

## Положај и границе округа
Округ Сантарем се налази у средишњем делу Португалије и граничи се са:
- север: округ Леирија,
- исток: округ Порталегре,
- југоисток: округ Евора,
- југ: округ Сетубал,
- југозапад: Атлантски океан (естуар Тежа),
- запад: округ Лисабон.

## Природни услови
Рељеф: Већи део округа Сантарем се налази у долини реке Тежо и њених притока. Надморска висина је мала, до 200 метара. Долина у овом делу широка, плодна и густо насељена. На крајњем северу округа се издиже планина Естрела.
Клима: у округу Сантарем је средоземна, с тим што даље од мора она добија оштрије црте.
Воде: Најважнија река у округу је Тежо, која се у оквиру округа улива у Атлантско море. У округу се налази и доњи делови њених важних притока, река Зезере и Сораје. Мањи водотоци су махом притоке наведених река.

## Становништво
По подацима из 2001. године на подручју округа Сантарем живи око 475 хиљада становника, већином етничких Португалаца.
Густина насељености - Округ има густину насељености од нешто преко 70 ст./км², што осетно мање од државног просека (око 105 ст./км²). Део на западу, а посебно око града Сантарема је боље насељен, док је исток округа слабо насељен.

## Подела на општине
Округ Сантарем је подељен на 21 општину (concelhos), које се даље деле на 193 насеља (Freguesias).
Општине у округу су:
| - Абрантес - Алканена - Алмеирим - Алпијарса - Бенавенте - Вила Нова да Баркиња - Голега | - Ентронкаменто - Карташо - Констансија - Коруче - Макао - Оурем - Рио Мајор | - Салватера де Магос - Сантарем - Сартоал - Томар - Торес Новас - Фереира до Зезере - Чамуска |